# Isla Barahun

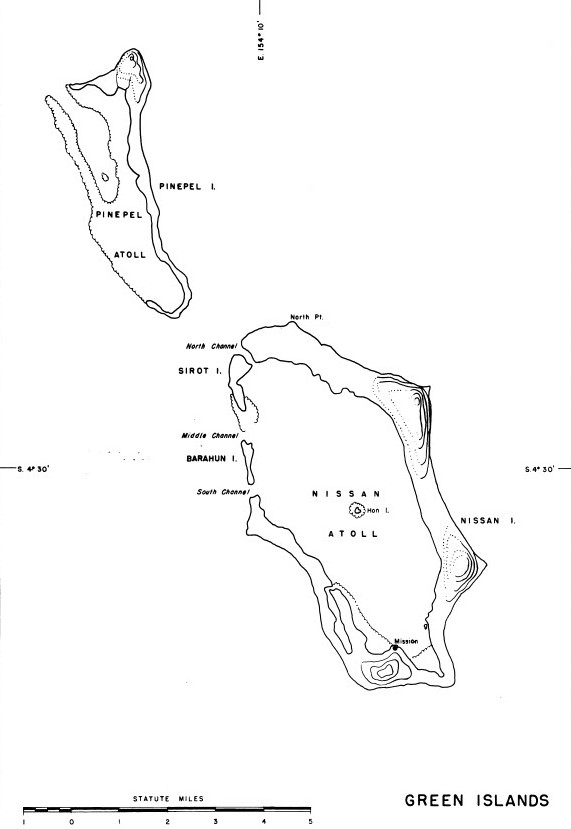
Map showing Baharun Island

La isla Barahun es una pequeña isla del archipiélago de las Islas Green, en la Región Autónoma de Bougainville, en el noreste de Papúa Nueva Guinea.
Se encuentra situada entre la isla Nissan y la isla Sirot del archipiélago, y al este de la isla Nueva Irlanda.